# Torsten Felstehausen

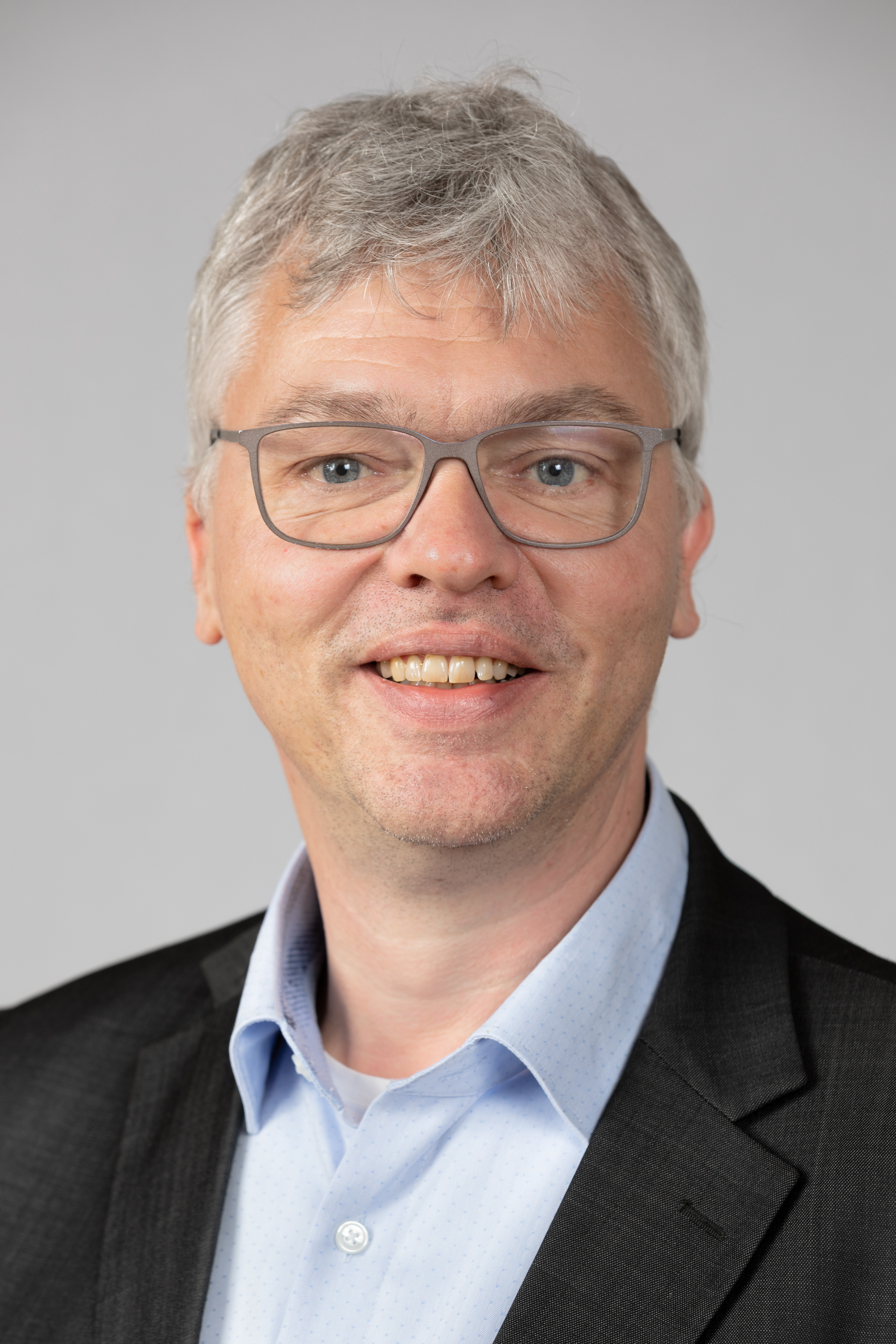
Torsten Felstehausen, 2019

Torsten Felstehausen (* 12. März 1965 in Bremen) ist ein deutscher Politiker (Die Linke). Von 2019 bis 2024 war er Abgeordneter des Hessischen Landtages.

## Ausbildung und Beruf
Felstehausen studierte Soziale Arbeit in Bremen und Lüneburg und schloss 1991 als Diplom-Sozialpädagoge / Sozialarbeiter ab.
Von 1992 bis 2012 arbeitete er bei der Jugendförderung der Stadt Hessisch Lichtenau. Von 2012 bis 2018 arbeitete er als Berater im Bildungswerk der Vereinten Dienstleistungsgewerkschaft (ver.di) Hessen als Technologieberater mit den Arbeitsschwerpunkten Arbeitsschutz sowie Arbeit 4.0.
Felstehausen gehört seit 2009 der Partei Die Linke an. In der Gemeindevertretung von Kaufungen ist er über die Wählervereinigung „Grüne Linke Liste“ aktiv. Bei der Landtagswahl in Hessen 2018 zog er über die Landesliste der Linken in den Landtag ein. Dort war er ab dem 14. Januar 2020 Parlamentarischer Geschäftsführer der Linksfraktion. Bei der Landtagswahl 2023 erhielt er kein Mandat mehr und schied im Januar 2024 aus dem Landtag aus.